# Pokhran-II
Pokharan-II est le nom donné à une série de cinq tests nucléaires menées par l'Inde à Pokharan en mai 1998. C'est le deuxième essai nucléaire indien ; le premier test, Bouddha souriant, a été mené en mai 1974.
Pokharan-II fut composé de cinq explosions, la première a été une bombe à fusion et les quatre autres étaient des bombes à fission. Ces essais nucléaires ont entrainé des sanctions contre l'Inde par un certain nombre d'états, y compris le Japon et les États-Unis ainsi que des réactions de ses voisins comme le Pakistan qui enclencha deux semaines plus tard ses premiers essais nucléaires.
Le 11 mai 1998, l'opération Shakti (Pokharan-II) a été lancé avec la détonation d'une bombe à fusion et de deux bombes à fission ; le mot « Shakti » (Devanagari : शक्ति) signifiant « force » en Sanskrit. le 13 mai 1998, deux autres dispositifs à fission ont été actionnées. Le gouvernement indien dirigé par le Premier ministre Atal Bihari Vajpayee peu de temps après a convoqué une conférence de presse pour déclarer l'Inde comme une véritable puissance nucléaire.
Beaucoup de noms sont attribués à ces tests ; à l'origine, ils ont été appelés Opération Shakti–98 (Power–98), et les cinq bombes nucléaires ont été nommées Shakti-I à Shakti-V. L'opération est maintenant désigné sous le nom de Pokharan-II, et l'essai de 1974 comme Pokharan-I.

## Le programme nucléaire indien
Le programme d'acquisition de la bombe nucléaire par l'Inde, de l'infrastructure et de la recherche sur les technologies a été entrepris par l'Inde depuis la Seconde Guerre mondiale. Les origines du programme remonte à 1944, lorsque le physicien nucléaire Homi Bhabha a commencé à persuader le Congrès Indien de l'exploitation de l'énergie nucléaire — un an plus tard, il a créé le Tata Institute of Fundamental Research (TIFR).
Dans les années 1950, les études préliminaires ont été réalisées à la BARC et des plans ont été élaborés pour produire du plutonium et d'autres composants de la bombe. En 1962, la guerre sino-indienne et les essais nucléaires chinois de 1964 incite l'Inde à accélérer les démarches.
Après l'arrivée au pouvoir d'Indira Gandhi en 1966, le programme nucléaire est relancé lors de la participation du physicien Raja Ramanna. Un autre essai nucléaire par la Chine a finalement conduit à l'Inde décision en faveur de la construction d'armes nucléaires en 1967 et a effectué son premier essai nucléaire, Bouddha Souriant, en 1974.

### Post-«Bouddha souriant»
En réponse à l'opération Bouddha souriant, le Groupe des fournisseurs nucléaires a diminué de manière significative les capacités du programme nucléaire indien. Les grandes puissances nucléaires ont imposé un embargo technologique sur l'Inde et le Pakistan, alors en course à l'armement nucléaire. Le programme nucléaire indien fit face à une crédibilité en faillite et à une situation de paralysie technologique ainsi qu'une dépendance à l'importation de matières premières et d'assistance technique. Présente à l'Agence internationale de l'énergie atomique, Indira Gandhi déclara que le programme nucléaire n'était pas en phase de militarisation malgré l'autorisation de travaux préliminaires sur la conception de bombe à hydrogène.
L'état d'urgence de 1975 et l'effondrement du gouvernement de la Première ministre Indira Gandhi eut pour conséquence l'abandon du programme nucléaire. Les travaux sur la conception d'une bombe à hydrogène continua sous la direction de M. Srinivasan, un ingénieur en mécanique.
Le programme nucléaire reçu peu d'attention du Premier ministre Morarji Desai, qui était réputé pour sa défense de la paix. En 1978, Desai transféra le physicien Ramanna auprès de l'armée indienne. Le gouvernement continua les recherches sur l'arme nucléaire mais à un rythme plus lent que les années précédentes.
La connaissance du programme pakistanais préoccupa les autorités indiennes. Contrairement à l'Inde le programme nucléaire pakistanais était sous la surveillance de l'armée avec des civils chargés des aspects scientifiques du programme. Lors de la connaissance du programme pakistanais, ce dernier pouvait être réalisé dans les deux ans selon l'Inde.
Lors des élections générales de 1980 et le retour d'Indira Gandhi, le programme nucléaire a recommencé à prendre de l'ampleur sous Ramanna en 1981. Les demandes pour plus d'essais nucléaires ont continué d'être refusée par le gouvernement jusqu'à ce que le programme pakistanais continue de progresser. Le déclenchement de la bombe à hydrogène a commencé avec le lancement du programme des missiles sous l'ancien président Dr Abdul Kalam, qui était alors un ingénieur en aérospatiale.

## L'élan politique: 1988-1998

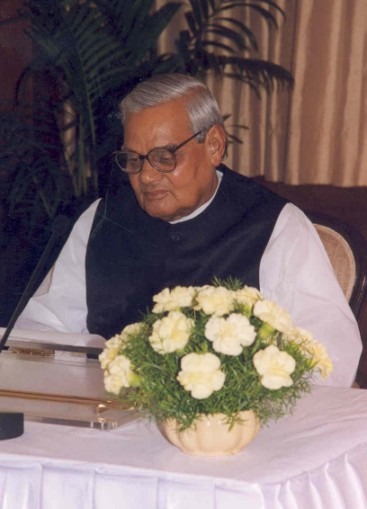
Atal Bihari Vajpayee au cours des élections générales de 1998.

En 1989, les élections législatives aboutirent à la formation d'un gouvernement par le Janata Dal, parti dirigé par V. P. Singh. Le Premier ministre V. P. Singh sous-estima les relations avec la Première ministre Benazir Bhutto, dont le parti (Pakistan Peoples Party) avait remporté les élections législatives en 1988. Les relations entre l'Inde et le Pakistan ont commencé à se dégrader lorsque l'Inde a commencé à accuser le Pakistan de soutenir le militantisme dans l'État de Jammu-et-Cachemire. Pendant ce temps, le programme des missiles réussi avec le développement des missiles Prithvi.
Les gouvernements successifs indiens ont décidé d'observer une distance temporaire, de peur d'être la cible de la critique internationale. L'opinion publique indienne avait été favorable envers les essais nucléaires, ce qui amena le Premier ministre Narasimha Rao à décider d'effectuer d'autres tests en 1995. Les projets de ces tests ont été interrompus après l'observation par des satellites américains espions à Pokharan dans le Rajasthan. Le président Bill Clinton et son administration ont exercé une pression sur le Premier ministre Narasimha Rao pour arrêter les préparatifs. Benazir Bhutto, quant à elle a émis de rudes et sévères condamnation envers l'Inde, mettant à mal les relations entre les deux pays.
La tension diplomatique escalada entre les deux pays lorsque Benazir Bhutto souleva la question du Cachemire et à l'Organisation des Nations unies en 1995,,. Dans un discours prononcé par l'orateur de l'Assemblée nationale Yousaf Raza Gillani, la « question du Cachemire » continue à mettre en danger la paix et la sécurité dans la région. La délégation indienne dirigée par Atal Bihari Vajpayee à l'Organisation des Nations unies, a rappelé que les résolutions de l'ONU ne font appel qu'au Pakistan — la force d'occupation de quitter l'État de Jammu-et-Cachemire.

### Les élections indiennes de 1998
Le Bharatiya Janata Party, arrivé au pouvoir en 1998.
Au Pakistan, une autre force conservatrice, la Ligue Musulmane PML(N), a également accédé au pouvoir, dirigé par le Premier ministre Nawaz Sharif, qui a battu le PPP dirigées par Benazir Bhutto en 1997. Au cours de la campagne, Atal Bihari Vajpayee, se livraient à des déclarations provocatives — comme lorsqu'il a déclaré, le 25 février, que son gouvernement allait reprendre la partie pakistanaise du Cachemire. Avant cette déclaration, le BJP avait clairement l'intention que l'Inde devrait devenir une puissance nucléaire pour obtenir une place sur la scène mondiale que l'Inde mérite. le 18 mars 1998, Vajpayee, avait publiquement commencé son lobbying pour une explosion nucléaire et a déclaré que « Il n'y a pas de compromis sur la sécurité nationale ; toutes les options, y compris le nucléaire, pourront être exercées afin de protéger la sécurité et de la souveraineté. »
Une consultation commença entre le Premier ministre Vajpayee, le Dr Abdul Kalam, R. Chidambaram et les fonctionnaires du Département de l'énergie nucléaire indien sur les options nucléaires. Le 28 mars 1998, Vajpayee a demandé aux scientifiques de faire des préparatifs dans un temps le plus court possible.
C'était le temps de l'atmosphère tendue lorsque le Pakistan, lors de la Conférence du désarmement, le Pakistan proposa une paix avec l'Inde pour « une égale et mutuelle retenue dans les utilisations du nucléaire dans tous les domaines ». Les avancées du Pakistan ont été à nouveau soulignées le 6 avril, accélérant la mise en place des essais nucléaires par l'Inde.

### Les préparatifs pour le test

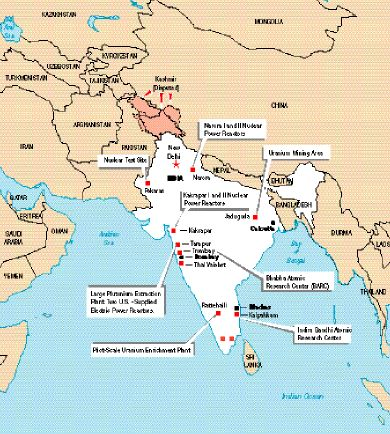
La carte de l'intelligence du corps des Marines américains en 1997, soulignant les sites de tests.

À la différence du Pakistan l'Inde ne pouvait guère cacher son activité à Pokharan. En effet le site d'essai nucléaire indien se situe dans les dunes du désert du Rajasthan, visible par les satellites contrairement aux montagnes pakistanaises. Les services de renseignements indiens étaient conscients que les services américains surveillaient les possibles préparations d'essais depuis 1995 ; par conséquent, la mise en place de ces tests devaient se faire sans éveiller les soupçons des autres pays. Le 58e régiment du génie de l'armée indienne du corps des ingénieurs a été mandaté pour préparer les sites de tests à l'insu des satellites espions américains. Le colonel Gopal Kaushik a supervisé les préparations et ordonna à ses officiers d'état-major de prendre toutes les mesures pour assurer le secret total.
Une planification détaillée a été faite par un très petit groupe de scientifiques, d'officiers supérieurs de l'armée et de dirigeants politiques pour s'assurer que les préparations restent secrètes, ne mettant pas au courant des membres du gouvernement Indien. Le conseiller scientifique en chef et directeur de la DRDO, Abdul Kalam, ainsi que le R. Chidambaram, le directeur du Department of Atomic Energy, ont été les principaux coordinateurs de la planification. les scientifiques et les ingénieurs de la BARC, le AMDER, et la DRDO ont été impliquées dans l'assemblage, la mise en place, la détonation et l'obtention de données des essais. Un très petit groupe de scientifiques a été impliqué dans l'explosion, ces derniers ont été tenus de porter des uniformes de l'armée afin de préserver le secret des tests. Depuis 1995, le 58e régiment du génie avait appris à éviter la détection par satellite. Le stratagème consista à un travail de nuit avec un déplacement systématique des matériaux à leurs places originales pour donner l'impression qu'ils n'avaient jamais été déplacés.
Les puits pour les essais furent construits sous des filets de camouflage et le sable extrait fut disposé en forme de dunes. Les câbles des capteurs ont été couverts avec du sable et dissimulé à l'aide de la végétation du désert. Les scientifiques se déplacèrent pour Pokharan en groupes de deux ou trois. Ils ont voyagé vers d'autres destinations que Pokharan sous des pseudonymes, et ont ensuite été transportés par l'armée. Le personnel technique sur le site de test portèrent l'uniforme militaire pour éviter la détection par des satellites.

### Mouvement et logistique

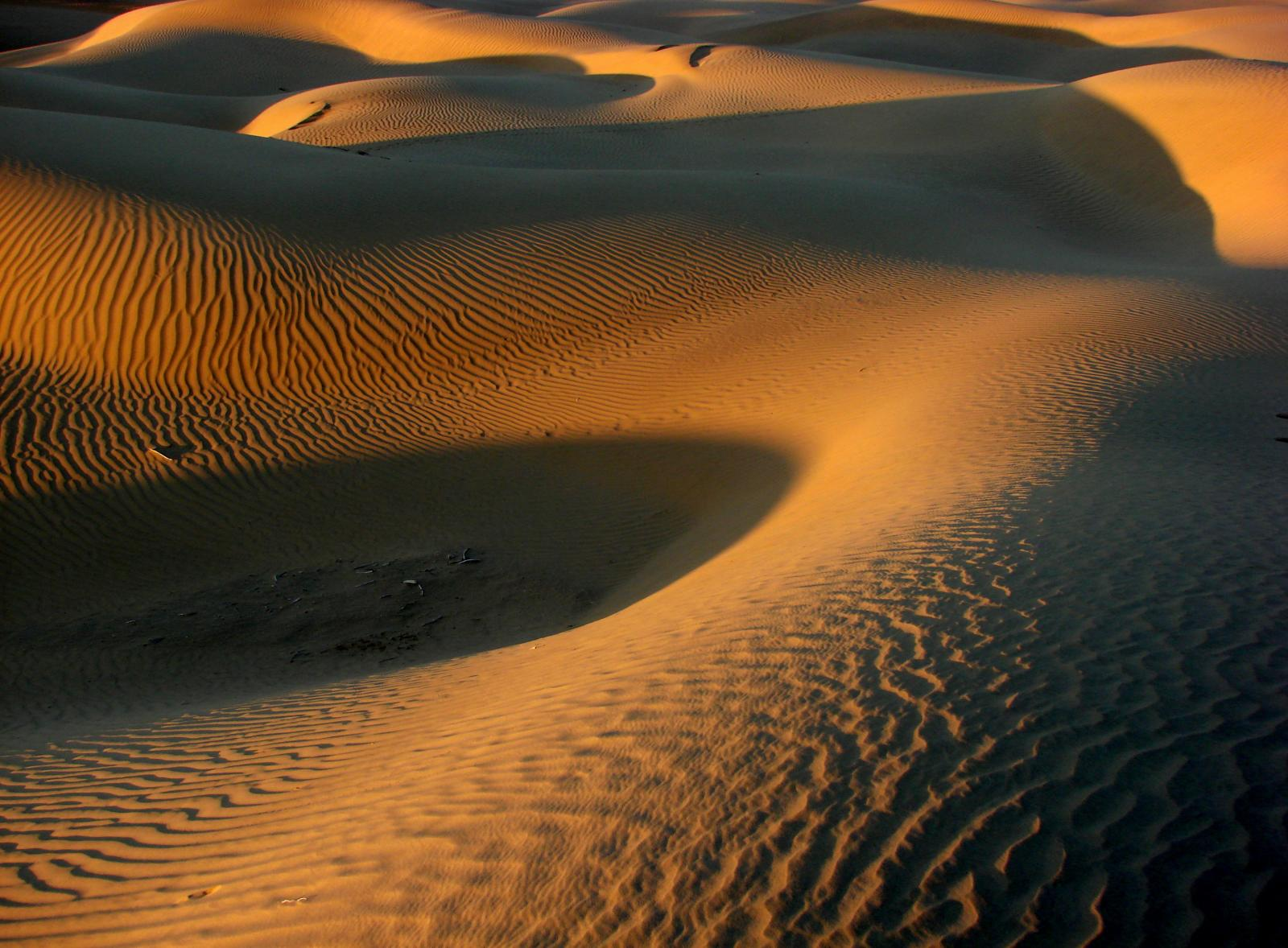
Le désert du Thar, dans l'état du Rajasthan où le site de tests nucléaires de Pokharan est situé.

Trois laboratoires de la DRDO ont été impliqués dans la conception, le test et la production de composants pour les bombes, y compris les détonateurs, l'implosion et le déclenchement sous haute tension des systèmes. Elles ont également été responsables de l'armement, l'ingénierie, l'aérodynamique, les systèmes de sécurité et les essais aériens. Les bombes ont été transportées dans quatre camions militaires sous le commandement du colonel Umang Kapur ; tous les appareils du Centre de recherche (BARC) ont été déplacés à 3 heures du matin le 1er mai 1998. À partir de l'aéroport international Chhatrapati-Shivaji, les bombes ont été déplacées dans un Antonov An-32 de l'Armée de l'air indienne en direction de la base de Jaisalmer. Le transport des bombes fut ensuite effectué vers Pokharan dans un convoi de quatre camions en trois voyages. Les matériaux ont été livrés au bâtiment de préparation des dispositifs alors appelé Prayer Hall.
Les sites d'essais ont été organisés en deux groupes et ont été tirés à part, avec tous les équipements dans un groupe tiré en même temps. Le premier groupe est constitué par le dispositif thermonucléaire (Shakti I), l'appareil à fission (Shakti II), et un appareil subkilotonnique (Shakti III). Le deuxième groupe est constitué par les deux autres dispositifs Shakti IV et V. Il a été décidé que le premier groupe serait testé le 11 mai et le deuxième groupe le 13 mai. L'appareil thermonucléaire a été placé dans un tube dont le nom de code fut White House, qui était à plus de 200 mètres de profondeur, la bombe à fission a été placé dans un tube de 150 mètres de profondeur dont le nom de code fut Taj Mahal, et le premier appareil subkilotonnique dans le tube d'essai Kumbhkaran. Les trois premiers appareils ont été placés dans leurs tubes le 10 mai, et le premier appareil fut placé dans le tube Kumbhkaran, qui fut scellé par les ingénieurs de l'armée à 20h30. Le dispositif thermonucléaire a été abaissé et scellé dans le White House à 4h, et la bombe à fission placée dans le Taj Mahal à 7 h 30, soit 90 minutes avant le test. Les tubes étaient en forme de L, avec une chambre horizontale pour le dispositif de test.
Le calendrier des tests dépendait des conditions météorologiques, le vent étant un facteur critique. Alors que les tests furent souterrains, certaines défaillances dans les systèmes de fermeture des puits pendant les explosions ont permis aux États-Unis, à la Russie et au Royaume-Uni de connaitre l'existence des explosions indiennes. En début d'après-midi, le vent s'était calmé et la séquence de test a été lancée. Le docteur K. Santhanam de la DRDO, chargé des préparatifs du site de test, a donné les clés d'activation du compte à rebours au docteur M. Vasudev, l'officier chargé de la sécurité du site de l'essai, qui a été chargé de vérifier que toutes les conditions étaient réunies pour effectuer les tests. Une fois ces conditions réunies, Vasudev remit une clé à un représentant du BARC et de la DRDO, activant le décompte du système de détonation. À 15 h 45, les trois appareils ont été actionnés.

### Bombes nucléaires et détonations
Cinq dispositifs utilisant du plutonium de qualité militaire ont explosé au cours de l'opération Shakti :
- Shakti I – 45 kt, conçu pour une énergie de 200 kt (Bombe H), mais d'un faible rendement.
- Shakti II – 15 kt, dispositif à implosion conçu comme une ogive qui pourrait être lancée par un bombardier ou un missile. C'était une amélioration de l'appareil utilisé lors de l'essai Bouddha Souriant (Pokharan-I) en 1974, développé à l'aide de simulations sur les supercalculateurs PARAM.
- Shakti III – 0,3 kt de rendement, dispositif expérimental d'implosion linéaire au plutonium, sans le matériel complémentaire nécessaire pour la fusion.
- Shakti IV - 0,5 kt, dispositif expérimental.
- Shakti V – 0,2 kt, dispositif expérimental.

Un sixième appareil (Shakti VI) est soupçonné d'avoir été présent, mais il n'a pas explosé.
Le 11 mai, à 15 h 43 IST ; trois bombes nucléaires (en particulier les Shakti I, II et III) ont été actionnées simultanément, telle que mesurée par les moniteurs de surveillance sismique internationale. Le 13 mai, à 12 h 21 IST (6 h 51 UTC), deux appareils (Shakti IV et V) ont explosé. En raison de leur très faible rendement, ces explosions n'ont pas été détectées par les stations sismiques. Le 13 mai 1998, l'Inde déclare la fin de sa série de tests.

## Les réactions aux tests

### Réactions en Inde
Le 11 juin 1998, le Premier ministre indien fit l'annonce suivante : « Aujourd'hui, à 15 h 45, l'Inde a procédé à trois essais nucléaires souterrains sur le site de Pokhran. Les tests effectués aujourd'hui ont été effectués avec un appareil à fission, un dispositif à faible rendement et un dispositif thermonucléaire. Les rendements mesurés sont conforme aux valeurs attendues. Les mesures ont également confirmé qu'il n’y a eu aucun rejet de radioactivité dans l’atmosphère. Ceux-ci étaient contenus pour l'expérience menée en mai 1974. Je félicite chaleureusement les scientifiques et ingénieurs qui ont réalisé avec succès ces essais ».
Les tests ont été bien accueillis au sein de la société indienne. La bourse de Bombay a enregistré d'importantes augmentations. Les journaux et les chaînes de télévision ont félicité le gouvernement. Les opposants indiens, du parti du Congrès national indien ont critiqué l'administration de Vajpayee pour la réalisation de la série d'essais nucléaires. Le porte-parole du Congrès national indien, Salman Khursheed, a accusé le gouvernement d'essayer d'utiliser les tests à des fins politiques plutôt que de renforcer la sécurité nationale du pays.

### Réactions internationales

#### États-Unis
Les États-Unis ont publié une déclaration condamnant l'Inde. La communauté du renseignement a reconnu qu'il y avait eu « un grave échec » dans la détection de la préparation pour le test.
En accord avec son approche privilégiée de la politique étrangère au cours des dernières décennies, et en conformité avec le TNP, les États-Unis ont imposé des sanctions économiques à l'Inde. Les sanctions de l'Inde se composait d'une coupure de l'ensemble d'aides, à l'exception de l'aide humanitaire, notamment l'interdiction de l'exportation de certains équipements de défense et les technologies, la fin du crédit américain et des garanties de crédit à l'Inde. Aussi, la suspension des prêts par les institutions financières internationales à l'Inde.
À partir de 1998, les États-Unis ont tenu une série de discussions bilatérales avec l'Inde sur la question des TICE et du TNP. En outre, les États-Unis ont également fait une tentative infructueuse au sujet d'un démantèlement du programme nucléaire indien. L'Inde a pris une position contre le TICE et en refusant d'en être signataire.

#### Autres États
De vives critiques ont été émises depuis le Canada sur les actions de l'Inde et de son haut-commissaire. Les sanctions ont également été imposées par le Japon à l'Inde et se composait du gel de tous les nouveaux prêts et des subventions à l'exception de l'aide humanitaire.
Cependant, le Royaume-Uni, la France et la Russie se sont abstenus de condamner l'Inde.

#### La Chine
Le 12 mai, le ministère chinois des Affaires étrangères a déclaré : « Le gouvernement Chinois est gravement préoccupé par les essais nucléaires effectués par l'Inde », et que les tests « à l'encontre de la tendance internationale et ne sont pas propices à la paix et à la stabilité en Asie du Sud». Le lendemain, Le mnistère des Affaires étrangères chinois a émis la déclaration en indiquant clairement qu'il était choqué et a fermement condamné les essais nucléaires indiens et a appelé la communauté internationale à adopter une position commune et demander à l'Inde l'arrêt immédiat du développement d'armes nucléaires. la Chine a en outre rejeté la justification indienne d'avoir besoin de capacités nucléaires pour contrer une menace chinoise comme étant totalement déraisonnable. Lors d'une réunion avec Masayoshi Takemura du Parti démocrate du Japon, le ministre des Affaires étrangères de la république populaire de Chine, Qian Qichen, a défini les essais indiens comme une « affaire sérieuse », en particulier parce qu'elles ont été menées à la lumière du fait que plus de 140 pays ont signé le Traité d'interdiction complète des essais nucléaires : « Il est encore plus inacceptable que l'Inde affirme avoir effectué les essais pour contrer ce qu'il appelle une menace chinoise ».

#### Pakistan
La réaction la plus importante fut celle du Pakistan. Une déclaration d'Islamabad condamna les actions indiennes qui incitent à une course à l'armement nucléaire dans la région. Nawaz Sharif affirma que son pays serait prêt à donner une réponse adaptée à l'Inde. Après les premiers tests, le ministre des Affaires étrangères Gohar Ayub Khan a indiqué que le Pakistan était prêt à procéder à un essai nucléaire. Il a déclaré : « le Pakistan est prêt à répondre à l'Inde, nous avons la capacité... Nous maintiendrons un équilibre avec l'Inde dans tous les domaines », dit-il dans une interview. « Nous sommes dans une course aux armements sur le sous-continent ».
Le 13 mai 1998, le Pakistan a amèrement condamné les tests, et le ministre des Affaires étrangères Gohar Ayub définit les dirigeants Indiens comme tels : « [Ils] ont disparu berserk [sic] et ont agi de manière totalement débridée». Nawaz Sharif a été beaucoup plus modéré en maintenant l'ambigüité quant à une éventuelle réponse : « Nous surveillons la situation et nous prendrons les mesures appropriées à l'égard de notre sécurité ». Sharif chercha à mobiliser l'ensemble du monde islamique pour appuyer le Pakistan et critiqua l'Inde pour la prolifération nucléaire.
Le Premier ministre Nawaz Sharif était sous la pression de la part du président américain Bill Clinton, de la cheffe de l'opposition Benazir Bhutto et de la population. Contre toute attente, les tests Chagai-I, le 28 mai 1998 et Chagai-II, le 30 mai 1998 furent lancés. Ces six essais nucléaires souterrains ont eu lieu quinze jours après le dernier test indien.
Le Pakistan subit aussi des sanctions similaires à l'Inde de la part des États-Unis. Le président américain Bill Clinton a été cité comme disant : « Deux mauvaises décisions n'en font pas une bonne », critiquant la réaction du Pakistan aux essais Pokharan-II. Les États-Unis et le Japon ont réagi en imposant des sanctions économiques sur le Pakistan.
Le physicien nucléaire pakistanais Pervez Hoodbhoy tient l'Inde comme responsable des tests effectué plus tard dans le mois de mai par Islamabad au Chagai.

### Sanction des Nations unies
Les réactions de l'étranger a commencé immédiatement après l'annonce des tests. Le 6 juin, le Conseil de sécurité a adopté la Résolution 1172, condamnant le test et du Pakistan. La Chine a vivement condamné les essais et appela la communauté internationale à faire pression sur l'Inde pour signer le Traité de non prolifération et l'élimination de son arsenal nucléaire. Avec la confirmation de la puissance nucléaire indienne, une nouvelle dimension stratégique est apparue en Asie du Sud.

## Héritage
Le gouvernement indien a officiellement déclaré le 11 mai comme Journée Nationale de la Technologie en Inde à l'occasion du premier des cinq essais nucléaires qui ont eu lieu le 11 mai 1998.
Cette journée a été officiellement promulguée par le Premier ministre Atal Bihari Vajpayee en 1998, la journée consiste à l'attribution de prix à des chercheurs et des industriels dans le domaine de la science et de la technologie.

## Culture Populaire
- Parmanu : The Story of Pokharan - film de Bollywood en 2018 sur les essais de Pokharan-II